# Bicolano central
Le bicolano central ou bikol central est une langue du groupe des langues bicol, parlé aux Philippines dans la région de Bicol par 2,5 millions de personnes en 1990.

## Localisation
Le bicolano central est parlé dans la région de Bicol, à son extrémité orientale dans la province de Quezon, autour de la baie de San Miguel (en), dans le golfe de Ragay, de la péninsule de Caramoan (en) au golfe de Lagonoy dans la province de Camarines Sur, dans les alentours de Lagapi à l'ouest de la province d'Albay, au nord de la province de Sorsogon, au bord de la mer des Philippines, de l'est des marais de Basiad jusqu'à Mandao, dans la province de Camarines Norte, dans le tiers sud-ouest de la province de Catanduanes, sur les îles de Burias et de Ticao dans la province de Masbate,,.

## Dialectes
Le bicolano central comprend les dialectes suivants : daet, legazpi (legapi), naga, partido.

## Utilisation
Le bicolano central est utilisé dans tous les domaines. Ses locuteurs utilisent aussi l'anglais et le tagalog. Il est enseigné comme langue seconde à l'école et est utilisé par les locuteurs de l'abaknon, de l'isarog agta (en), du sorsoganon du Nord (en), du bicol rinconada (en) et du sorsoganon du Sud (en).

## Écriture
Le bicolano central s'écrit grâce à l'alphabet latin et également en braille.